# An Irish melody
An Irish melody is een compositie van Frank Bridge. Bridge schreef graag voor strijkkwartet, hij speelde namelijk zelf in een dergelijk ensemble. De familie Hambourg gaf diverse componisten een opdracht voor het schrijven van een gezamenlijke compositie. Bridge, Hamilton Harty, J.D. Davis, Eric Coates en York Bowen ontvingen opdrachten. Bridge leverde An Irish melody, een arrangement van Londonderry Air. Bridges stukje vormde deel 1 van het uiteindelijke strijkkwartet.
Het Hambourg String Quartet werd gevormd door Jan Hambourg (1e viool), Orry Corjeag (2e viool), Eric Coates (altviool) en Boris Hambourg (cello). Jan en Boris maakten deel uit van een muzikale familie, Mark Hambourg was pianist.
In 1938, na een hartinfarct, bewerkte Bridge An Irish melody tot een werkje voor strijkorkest.

## Discografie
- Uitgave Nimbus: English String Orchestra o.l.v. William Boughton.